# روبرت بروك (قاض)
كان السير روبرت بروك، الحاصل على رتبة رقيب في القانون، (توفي في 5 أو 6 سبتمبر 1558) قاضيًا وسياسيًا وكاتبًا قانونيًا إنجليزيًا. على الرغم من أنه كان مالك أراض في منطقة شروبشاير الريفية، فقد جمع ثروته من خلال خدمة مدينة لندن لأكثر من 20 عامًا. كان نائبًا عن المدينة في خمسة برلمانات، وشغل منصب رئيس مجلس العموم في عام 1554. يُحتفى به على أنه مؤلف أحد كتب القضاء. كان محافظًا دينيًا بارزًا، وأسس أسرة رافضة شهيرة. يُكتب اسم عائلته أيضًا Brooke، وأحيانًا Brook، وهي للقراء المعاصرين مؤشرات أفضل للنطق.

## نشأته وتعليمه
وُلد روبرت بروك في 1515، ويشير تاريخ قبوله المعروف في جامعة أكسفورد إلى العقد الأول من القرن. كان الابن الأكبر لكل من:
- توماس بروك من كلافرلي في شروبشاير.
- مارغريت غروسفينور من همفري غروسفينور بفرامكوت، وهي ضيعة إلى الجنوب الشرقي من كلافرلي.

كانت شروبشاير لمعظم أوائل القرن السادس عشر بلدًا فقيرًا ومتخلفًا ورعويًا، يحكمه مجلس ويلز والتخم. كانت كلافرلي أبرشية كبيرة تسيطر عليها عائلة غاتاكر، والتي كان مقرها في طرفها الجنوبي.
قُبل بروك للدراسة من أجل درجة البكالوريوس في جامعة أكسفورد عام 1521. بصفته عضوًا صغيرًا جدًا في طبقة النبلاء، كان بروك في حاجة إلى البحث عن مصادر دخل خارج منطقته إذا ما أراد أن يزدهر، وقد فعل ذلك من خلال لندن والقانون. درس في ستراند إن، ومن هناك قُبل في ميدل تيمبل في وقت ما بين 1525 و1528. درس المرافعة لدى جون جينور، وهو موظف رئيس أثر في جيل كامل من القضاة والمحلفين.

## حياته المهنية القضائية
تمتع بروك بسلطة كبيرة بصفته مسؤولًا في مدينة لندن قبل أن يتولى منصبًا رفيعًا في السنوات الأربع الأخيرة من حياته. ألف أيضًا عدة أعمال مهمة في القانون.

### المناصب التي شغلها
بدأت حياة بروك المهنية القضائية في عام 1536 عندما عُين رقيبًا عامًا في لندن بناءً على توصية هنري الثامن والملكة جين سيمور، ومن غير المعروف كيفية حصوله على هذا التأييد الملكي. عندما كان بروك رقيبًا، كان يحضر إلى المحكمة مع اللورد عمدة لندن، بالإضافة إلى محكمة أعضاء المجلس المحلي ومحكمة المجلس العام، وهي الهيئة التداولية الرئيسة في المدينة. كانت إحدى مهامه مراجعة وإعادة كتابة وطرح مشاريع القوانين البرلمانية التي تقترحها المدينة. في عام 1540، تعرف بروك على مجلد من كتب رسائل مدينة لندن التي كانت مفقودة بعض الوقت وأعاده. في يناير 1544، وُجه للتدخل في مشروعي قانونين: أحدهما من المرتبات الثانوية للسجن المحلي، بهدف إلغاء القانون ضد الأحكام غير الصحيحة، وآخر مُرر بالفعل إلى المجلس بنية منع التجار من شراء الفولاذ والسلع الأخرى، ما طُلب من بروك أن يحبطه. في عام 1545، صدر مشروع قانون لإخضاع المحميات الحضرية لسيطرة سلطات البلدة والمدينة.
بين الموظفين القانونيين، كان الرقيب العام في المرتبة الثانية بعد مسجل لندن. عندما صار هذا المنصب شاغرًا في 1545، أثبتت رسالة من الملك إلى أعضاء المجلس المحلي مرة أخرى أنها حاسمة في تأمين المنصب لبروك، وتولاه في 12 نوفمبر. في 17 نوفمبر، انتُخب عضوًا في البرلمان بدلًا من سلفه المسجل السير روجر تشولملي. في 19 نوفمبر، مُنح الحرية في مدينة لندن، وهي مكانة مرتبطة بعضويته في شركة تجار الأقمشة المبجلة، وهي الأولى من حيث الأسبقية في النقابات المهنية بلندن.
لم يمنع شغل هذه المناصب العامة بروك من متابعة العمل الخاص، وعُثر على توقيعه على فواتير في الأرشيف في ثلاثينيات وأربعينيات القرن السادس عشر. في خلال هذا الوقت، كان أيضًا نائبًا لرئيس مجلس إدارة دوقية لانكاستر، وعُين رقيبًا في القانون عام 1552.
في الثامن من أكتوبر 1554، عُين رئيسًا لقضاة النداءات العامة، ربما مكافأة من الملكة ماري على أدائه بصفة رئيس مجلس العموم. حصل على لقب فارس في 27 يناير 1555 على يد الملك فيليب. في 26 فبراير، ترأس محكمة تشارلز ستورتون، بارون ستورتون الثامن، المتهم بقتل رجلين هما ويليام هارتجيل وابنه جون. رفض ستورتون المرافعة وهدد بروك بعقوبة الضغط عليه حتى الموت. اعترف بذنبه بعد ذلك وأُعدم في 16 مارس.
دخل بروك في صراع مع قضاة المحكمة عندما عين توماس غاتاكر، شقيق زوجته، كبير كتبة التوثيق عام 1557. رفضه القضاة وسمحوا بخيار بروك الثاني، وهو ويليام ويتيلي، بتولي المنصب بالرغم من التفضيل القضائي لمرشح آخر.

### أعماله
في 1542، صار بروك عضو هيئة محكمة في ميدل تيمبل. بصفته قارئ الخريف في ذلك العام، كان موضوعه قانون التقادم لعام 1540، وجرى تداول القراءة في مخطوطة ثم طُبعت لاحقًا في 1547. بصفته قارئًا مُعارًا في 1551، كان موضوعه التماسات التاج، واستخدم الفصل 17 من الوثيقة العظمى مصدرًا، وجرى تداول ذلك أيضًا في مخطوطة قبل نشره عام 1641 بعد مرور مئة عام تقريبًا على وفاته.
كان أهم أعمال بروك لا غروند أبريدجمنت، وهو ملخص سري للقانون كما كان سائدًا في ذلك الوقت. صُمم على غرار عمل يحمل نفس الاسم من تأليف أنتوني فيتزهربرت، وصار يجري الخلط بينهما في بعض الأحيان، ويعكس على نحو وثيق اهتمامات بروك وخبرته. خُصص قسم لموضوع لندن، رُكز فيه تركيزًا كبيرًا على دور البرلمان وضم العديد من الحالات التي ظهر فيها بروك. لم يُنشر الكتاب حتى عام 1568، أي بعد عقد من وفاة بروك، وكان موجودًا في القانون الفرنسي، لكنه حقق نجاحًا فوريًا وصار يُعد أحد كتب القضاء التي يمكن للمحاكم استخدامها دليلًا على القانون السائد في فرنسا آنذاك. ومنه استخرج ريتشارد بيلو قضايا مهمة جرى البت فيها في عهد هنري الثامن وإدوارد السادس وماري الأولى وأصدرها كمجمع منفصل، وسرعان ما جرى تحويلها إلى اللغة الإنجليزية، وكثيرًا ما يشار إليها باسم قضايا بروك الجديدة. وثبت أن هذه القضايا أكثر شعبية من الكتاب الذي استُخرجت منه.